# Palau-del-Vidre
Palau-del-Vidre (in catalano Palau del Vidre) è un comune francese di 2 776 abitanti situato nel dipartimento dei Pirenei Orientali nella regione dell'Occitania.

## Società

### Evoluzione demografica
Abitanti censiti